# Теа Сеиха
Теа Сеиха (31. августа 1980.) је камбоџански политичар и генерал  који је тренутни министар националне одбране. Претходно је био гувернер покрајине Сијем Реап од 2018. до 2023. године. Син је бившег министра одбране Теа Бана.